# Plankinton
Plankinton település az Amerikai Egyesült Államok Dél-Dakota államában, Aurora megyében, melynek megyeszékhelye is. Lakosainak száma 781 fő (2020. április 1.).

## Népesség
A település népességének változása:

| 2010 | 707 |
| 2020 | 781 |